# Rosalie Martín de Bordas
Rosalie Martin, de casada Bordas (Monteux, Vaucluse, 26 de febrer de 1840 - 30 de maig de 1901) fou una cantant popular de finals del segon Imperi, i en 1871, durant la Comuna de París.
Fou artista de cafè-cantant, però es distingí notablement per les seves cançons patriòtiques. En certa ocasió, i abans de la guerra francoprussiana de 1870, fou tal l'entusiasme amb què fou acollida al cantar La Marsellesa, que tingué de deixar la modesta escena dels seus triomfs per passar al Théâtre du Châtelet, on aquesta popular chanteuse rebé molts aplaudiments.
Entre les cançons que més èxits assolí, hi figuren: L'himne de la Patrie, L'invasion, L'âme de la Pologne, Dans la vielle cité française, etc.